# ABC Ludwigshafen
Der ABC Ludwigshafen (Athletik- und Ballspielclub e. V.) ist ein in Ludwigshafen am Rhein ansässiger Leichtathletik-Verein.

## Geschichte
Er wurde 1963 gegründet, hervorgegangen aus Phönix Ludwigshafen (PX), der 1949 entstanden war. Finanzielle Gründe waren der Ausschlag für die Abspaltung der Leichtathletikabteilung. Anita Wörner war eine der ersten erfolgreichen Sportlerinnen des neuen Vereins. Von 1973 bis 1977 starteten die Leichtathleten des Vereins in der LG Ludwigshafen und dann bis 1983 in der LAV Rala Ludwigshafen, der noch ein weiteres Dutzend Vereine angehörten. 1979 gewannen Hans Giesa, Günther Lenske, Andreas Baranski und Wolfgang Frombold die Deutsche Meisterschaft in 7:28,1 Minuten über 4 × 800 m. Das Trainingsgelände des ABC Ludwigshafen befindet sich auf der Sportanlage des Südweststadions. Die angrenzende Leichtathletikhalle ist eine Trainingsstätte des Olympiastützpunktes Rheinland-Pfalz/Saarland.

## Abteilungen
Der Verein betreibt folgende Abteilungen:
- Leichtathletik
- Seniorensport
- Freizeitsport
- Gesundheitssport

## Erfolge

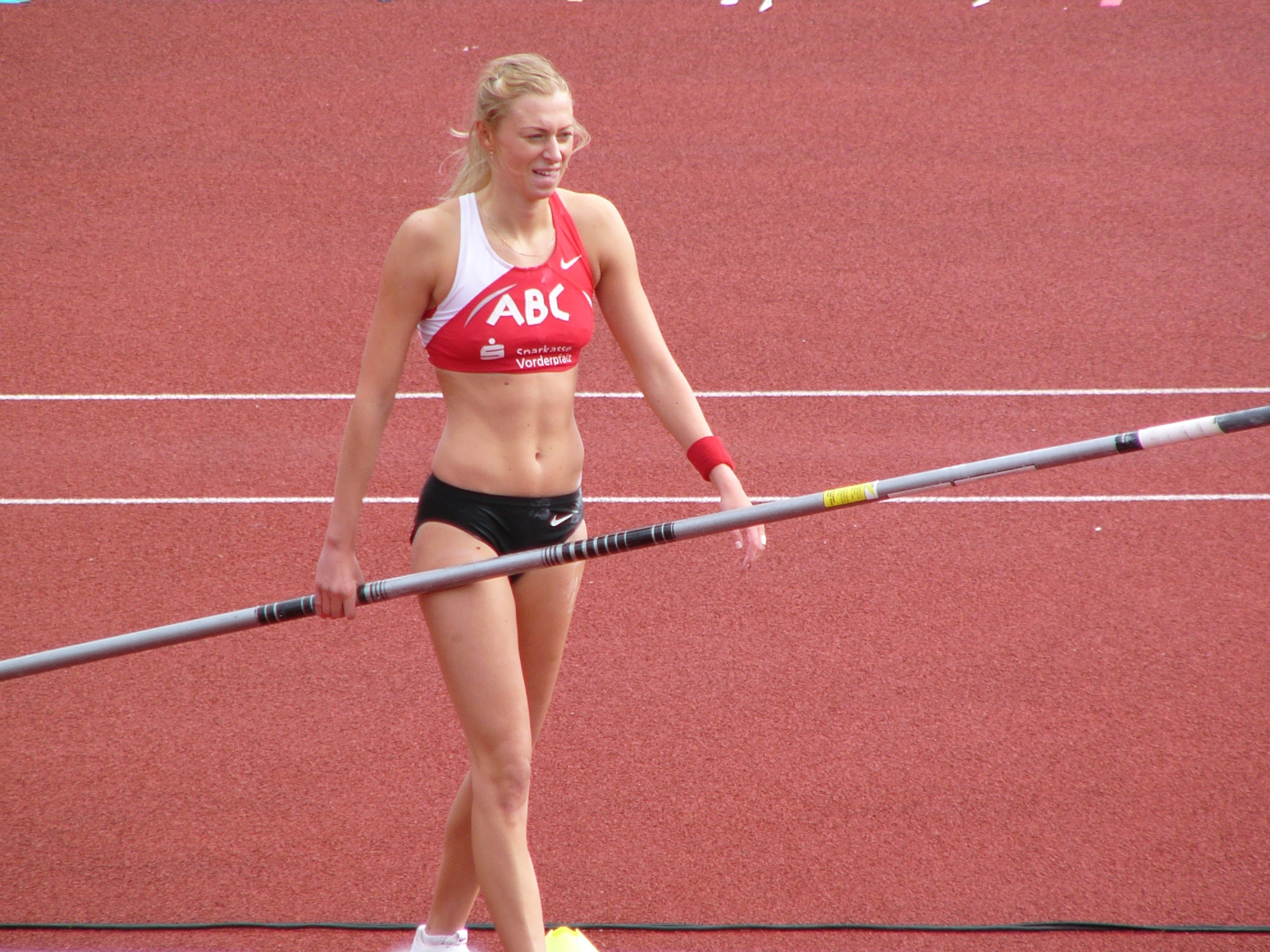
Lisa Urban im Trikot des ABC Ludwigshafen

Zu den erfolgreichsten Athleten des ABC Ludwigshafen zählen:
- Heike Drechsler (Olympiasiegerin im Weitsprung, 1992 und 2000)
- Florian Schwarthoff (Olympiasechster im 110-Meter-Hürdenlauf, 2000)
- Christian Reif (Europameister im Weitsprung, 2010)
- Lisa Urban (Europameisterschaftsdritte im Stabhochsprung, 2010)